# راینهولد فون هوون
راینهولد فون هوون (انگلیسی: Reinhold von Hoven; ۱ ژانویهٔ ۱۶۰۷ – ۲۱ مه ۱۶۸۲) فرد نظامی اهل نروژ بود.